# Pisco (ville)
Pour les articles homonymes, voir Pisco (homonymie).
Pisco est une ville et un district du Pérou situé dans la région d'Ica. C'est la capitale de la province de Pisco. Pisco se trouve à 290 km au sud de Lima, la capitale du pays. Elle possède un port, ayant notamment servi à exporter le pisco, une eau-de-vie péruvienne partageant le même nom que la ville.

## Géographie

Pisco est au nord de la réserve nationale de Paracas.

Le district de Pisco a une superficie de 24,92 km2 et sa population était estimée à 61.267 habitants en 2002. Il est limité
- au nord par le district de San Clemente,
- à l'est par le district Túpac Amaru,
- au sud par le district de San Andrés,
- à l'ouest par l'Océan Pacifique

Le chef-lieu se trouve à une altitude de 17 m.
La ville comprend un centre-ville appelé "Pisco pueblo" ainsi qu'un port et un front de mer, appelés "Pisco playa". Elle a une activité industrielle d'égrenage de coton.

## Histoire
Autrefois au bord de la mer, la ville en est éloignée au XVIIe siècle d'un quart de lieue car en 1689 un tremblement de terre et un raz de marée la détruisirent, et elle fut reconstruite un peu plus loin. Au XVIIe siècle, elle est peuplée de 300 familles, métis et noirs surtout, peu de blancs. Elles sont encadrées par un corrégidor, un cabildo et un juge représentant la couronne d'Espagne et qui ont bien du mal à empêcher la fraude des pignes que l'on apporte des minières. On dit aussi qu'ils se font facilement acheter, malgré leur hostilité aux étrangers. Pour ne pas payer les taxes au Roi d'Espagne, les Malouins savent bien les présents qu'il faut faire à ces officiers qui ne contreviennent pas pour rien aux lois du royaume dans un endroit où ils ont la force en main. En décembre 1716, une affaire sérieuse arrive entre le corrégidor et les Malouins. Elle est décrite dans le récit de Joachim Darquistade.
En 1820, le Général argentin José de San Martín débarqua sur une plage près du port de Pisco, Paracas. C'est dans une maison de la ville de Pisco qu'El Libertador créa le premier drapeau du Pérou.
Pisco se trouve sur le territoire de cultures précolombiennes : la culture Paracas et la culture Nazca. Avec l'établissement de la vice-royauté du Pérou, le port de Pisco devient le lieu d'expédition du mercure de Huancavelica et du pisco produit dans les vallées proches.
Pisco figure sur les premières cartes du XVIe siècle.
Le 15 août 2007 à 18 h 41 heure locale, la ville a été ravagée par un séisme de très forte intensité (magnitude de 8.0). Elle a été détruite à 80 % selon une estimation du maire. Pisco était proche de l'épicentre de ce séisme qui toucha tout le pacifique sud. La cathédrale et l'église des Jésuites se sont effondrées pendant la messe, ensevelissant plus de 300 personnes qui s'y trouvaient pour la fête du 15 août.

## Sources
- (es) Cet article est partiellement ou en totalité issu de l’article de Wikipédia en espagnol intitulé « Pisco (ciudad) » (voir la liste des auteurs).

## Galerie

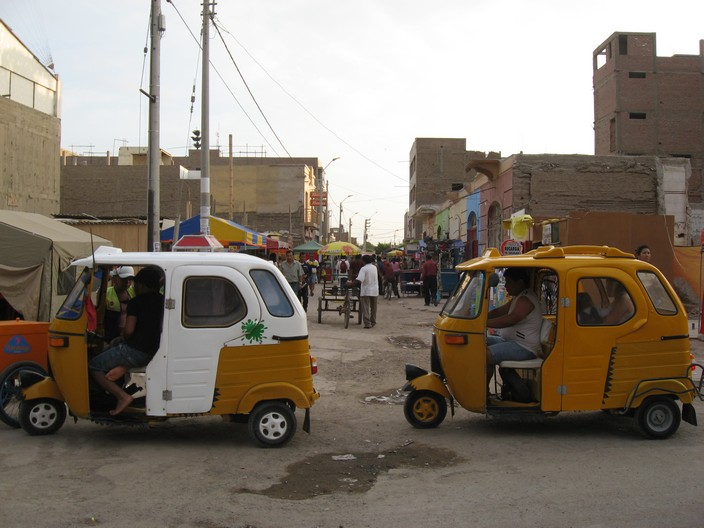
Scène de rue
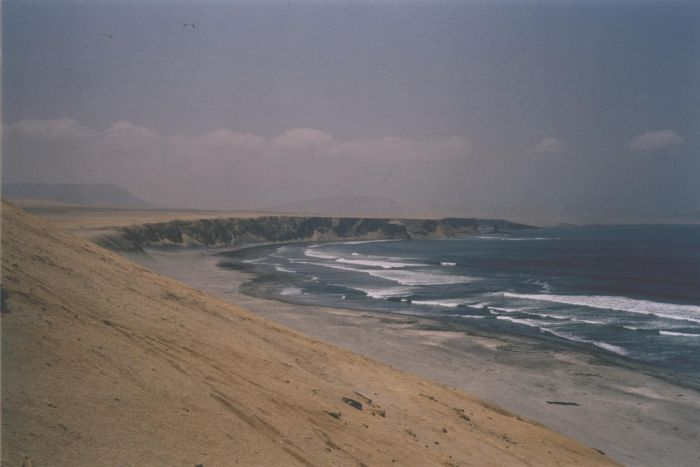
Côte de la péninsule de Paracas
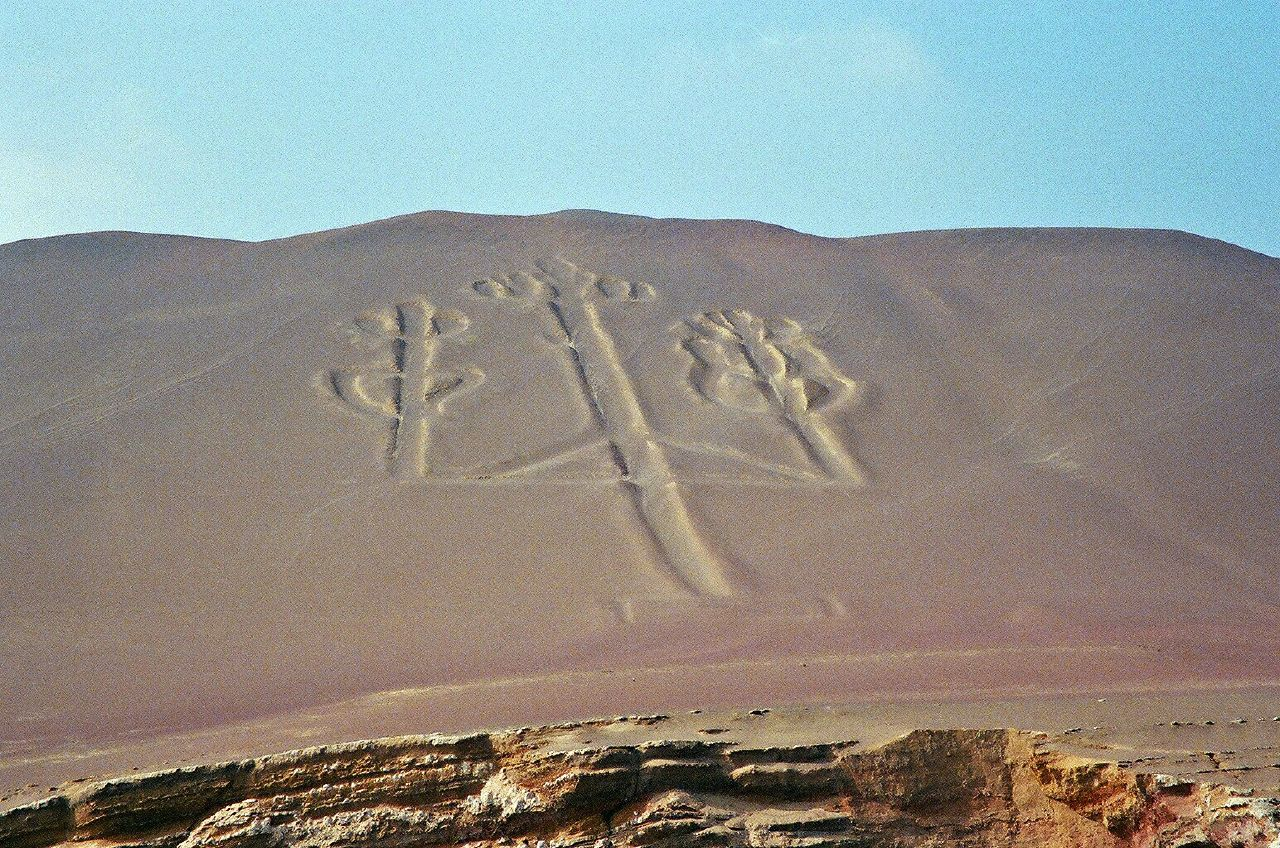
Le Candelabro de Paracas
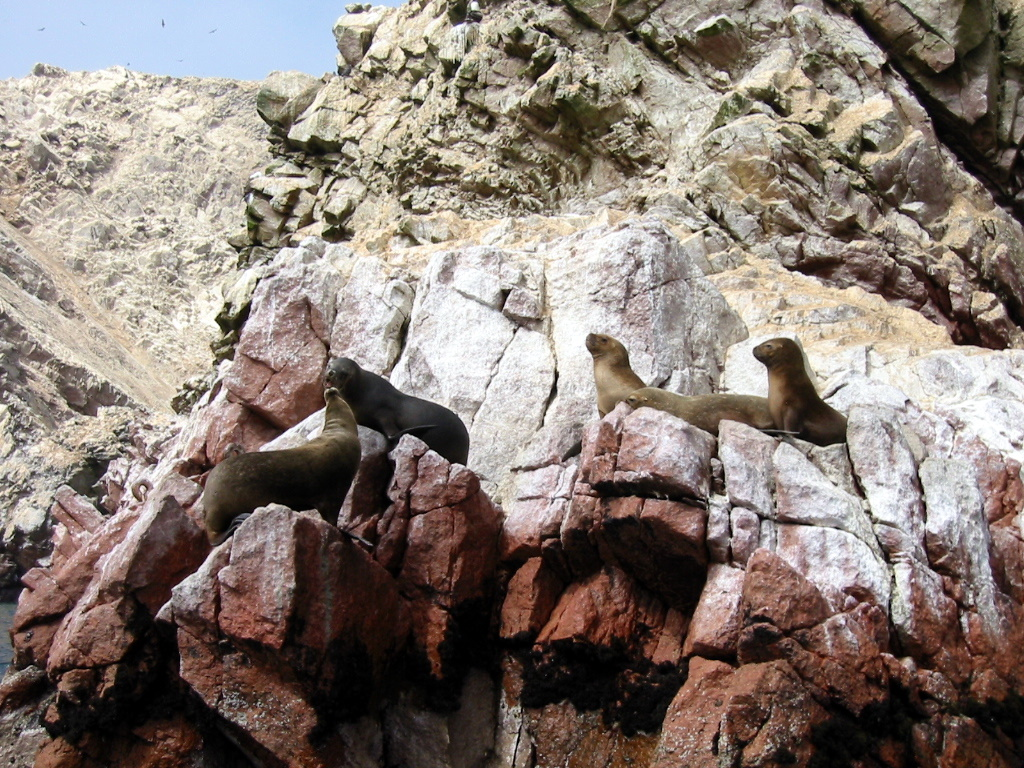
Phoques sur les îles Ballestas